# Décès en 1901
Décès
- 1897
- 1898
- 1899
- 1900
- 1901
- 1902
- 1903
- 1904
- 1905

Cette page dresse une liste de personnalités mortes au cours de l'année 1901.
Pour une information complémentaire, voir la page d'aide.
La liste des décès est présentée dans l'ordre chronologique.
La liste des personnes référencées dans Wikipédia est disponible dans la page de la Catégorie:Décès en 1901

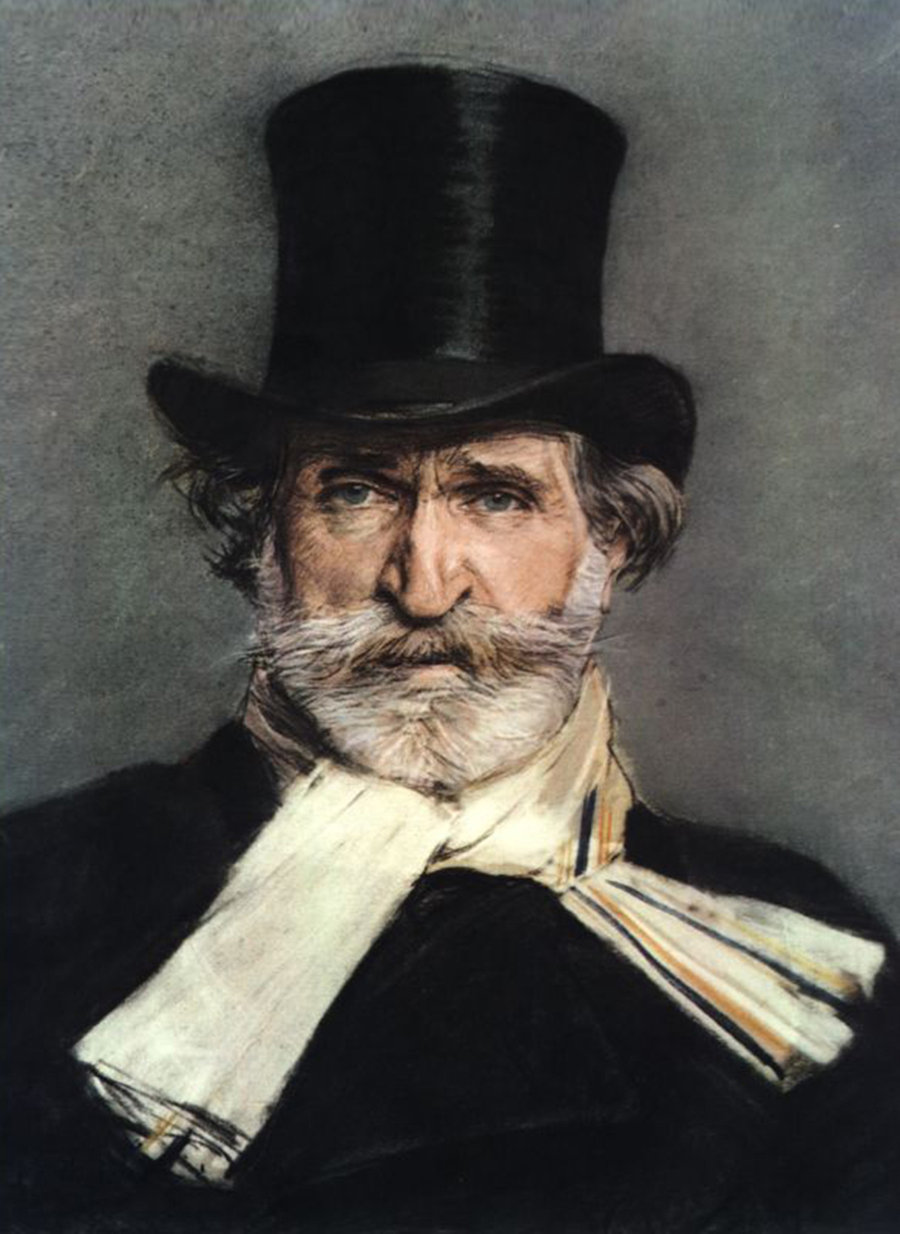
Giuseppe Verdi

## Janvier
- 4 janvier : Nikolaos Gysis, peintre grec (° 1er mars 1842).
- 5 janvier : Pierre Potain, chirurgien français, académicien (° 19 juillet 1825).
- 12 janvier : Georges Moreau de Tours, peintre français (° 4 avril 1848).
- 13 janvier : Franz Servais, compositeur et chef d’orchestre belge (° 19 mars 1846).
- 14 janvier : Charles Hermite, géographe français, académicien (° 24 décembre 1822).
- 22 janvier : Victoria du Royaume-Uni, reine du Royaume-Uni, impératrice des Indes (° 24 mai 1819).
- 24 janvier : Eugène Sauzay, violoniste et compositeur français (° 14 juillet 1809).
- 27 janvier : Giuseppe Verdi, compositeur italien (° 10 octobre 1813).
- 29 janvier : Frantz Liouville, compositeur français (° 5 février 1833).

## février
- 8 février : Otto Reinhold Jacobi, peintre germano-canadien (° 27 février 1812).
- 10 février : Telemaco Signorini, peintre italien  (° 18 août 1835).
- 13 février : Paul De Vigne, sculpteur belge (° 26 avril 1843).
- 17 février :
  - Carles Casagemas, peintre espagnol (° 1881).
  - Major Arthur L. Howard (en), officier canadien en Afrique du Sud, fondateur et commandant du Canadian Scouts.
  - Ethelbert Nevin, pianiste et compositeur américain (° 25 novembre 1862).
- 21 février : Cesare Mariani, peintre italien (° 13 janvier 1826).
- 26 février : Léonce Cohen, compositeur français (° 12 février 1829).
- 27 février : Louis Clément Faller, peintre français (° 1er juin 1819).

## Mars
- 2 mars : Achille Zo, peintre français (° 30 juillet 1826).
- 3 mars : Bonaventure Petit, professeur de piano, organiste et compositeur français (° 14 octobre 1811).
- 8 mars : 
  - Peter Benoit, compositeur et professeur de musique belge (° 17 août 1834).
  - Charles Jalabert, peintre français (° 25 décembre 1818).
- 19 mars : François Chifflart, peintre, dessinateur et graveur français (° 25 mars 1825).

## Avril
- 7 avril : Ladislav Pejačević, homme politique et noble austro-hongrois et croate (° 5 avril 1824).
- 15 avril : Juan Manuel Blanes, peintre uruguayen (° 8 juin 1830).

## Mai
- 2 mai : Blaise Alexandre Desgoffe, peintre français (° 17 janvier 1830).
- 5 mai : Jules Laurens, peintre et lithographe français (° 27 juillet 1825).
- 26 mai : Jean Hégésippe Vetter, peintre français (° 22 septembre 1820),

## Juin
- 13 juin : Arthur Sturgis Hardy, premier ministre de l'Ontario (° 14 décembre 1837).
- 15 juin : José Luis Pellicer, peintre catalan (° 12 mai 1842).
- 27 juin : Cornelius Gurlitt, compositeur et organiste allemand (° 10 février 1820).

## Juillet
- 4 juillet : Gaspard Chatin, botaniste français, académicien (° 30 novembre 1813).
- 18 juillet : Carlo Alfredo Piatti, violoncelliste et compositeur italien (° 8 janvier 1822).
- 20 juillet : Gaston Save, peintre, graveur, illustrateur, historien et archéologue français (° 22 août 1844).

## Août
- 5 août : Victoria Adélaïde, fille de la reine Victoria (° 21 novembre 1840).
- 10 août : Otto von Faber du Faur, peintre et militaire allemand (° 3 juin 1828).
- 12 août : Adolf Erik Nordenskiöld, explorateur arctique finlandais (° 18 novembre 1832).
- 15 août : Karl Weinhold, philologue allemand (° 26 octobre 1823).
- 17 août :
  - Edmond Audran, compositeur français (° 11 avril 1842).
  - Camille Adrien Paris, peintre animalier et de paysage français (° 22 mars 1834).
- 20 août : Albert Nyssens, homme politique belge (° 20 juin 1855).
- 27 août : Rudolf Haym, philosophe allemand (° 5 octobre 1821).

## Septembre
- 8 septembre : Johannes von Miquel, homme d'État prussien (° 19 février 1828).
- 9 septembre : 
  - Henri de Toulouse-Lautrec, peintre et dessinateur français (° 24 novembre 1864).
  - Wilhelm Tomaschek, géographe et orientaliste tchéco-autrichien (° 26 mai 1841).
- 14 septembre : William McKinley, président des États-Unis (° 29 janvier 1843).
- 22 septembre : Stefano Ussi, peintre italien (° 3 septembre 1822).

## Octobre
- 4 octobre : Rafael Spínola, écrivain, journaliste et homme politique guatemaltèque (° 1866).
- 13 octobre : Domenico Morelli, peintre et Personnalité politique italienne (° 4 août 1826).
- 15 octobre : Geraldine Scholastica Gibbons, religieuse irlando-australienne (° vers 1817).
- 18 octobre :
  - August Malmström, peintre et illustrateur suédois (° 14 octobre 1829).
  - Isaac Taylor, philologue, toponymiste et chanoine anglican de York (° 2 mai 1829).
- 22 octobre : Alfred Ronner, peintre belge (° 10 décembre 1851).
- 26 octobre : Philibert Léon Couturier, peintre français (° 26 mai 1823).

## Novembre
- 2 novembre : Michel Engels, dessinateur et peintre luxembourgeois (° 8 juillet 1851).
- 12 novembre : Julia McGroarty, religieuse américaine (° 13 février 1827).
- 15 novembre : Egisto Sarri, peintre italien (° 1837).
- 19 novembre : Georges Washington, peintre orientaliste français (° 15 septembre 1827).
- 20 novembre :
  - Louis Muraton, peintre français (° 10 novembre 1850).
  - Paul Émile Sautai, peintre d'histoire français (° 29 janvier 1842).
- 27 novembre : Antonio Gisbert, peintre espagnol (° 19 décembre 1834).

## Décembre
- 14 décembre :
  - Adolf Müller junior, compositeur d'opérettes et chef d'orchestre autrichien (° 15 octobre 1839).
  - Alfred Seresia, avocat belge (° 25 octobre 1843).
- 15 décembre : Elias Álvares Lobo, compositeur brésilien (° 9 août 1834).
- 23 décembre : Charles d'Abbadie d'Arrast, homme politique français (° 15 décembre 1821).
- 25 décembre : Josef Rheinberger, compositeur et pédagogue allemand originaire du Liechtenstein (° 17 mars 1839).

## Date inconnue
- - Oreste Costa, peintre italien (° 1851).
  - David Fagen, soldat afro-américain qui déserte pendant la guerre américano-philippine et devient capitaine dans l'armée révolutionnaire des Philippines (° 1875).
  - Giorgi Kartvelichvili, personnage public, homme d'affaires et philanthrope russe (° 1827).